# Lyallia kerguelensis
Lyallia es un género monotípico de la familia Montiaceae. Su única especie: Lyallia kerguelensis, es originaria de Sudamérica donde se encuentra en las islas Kerguelen.

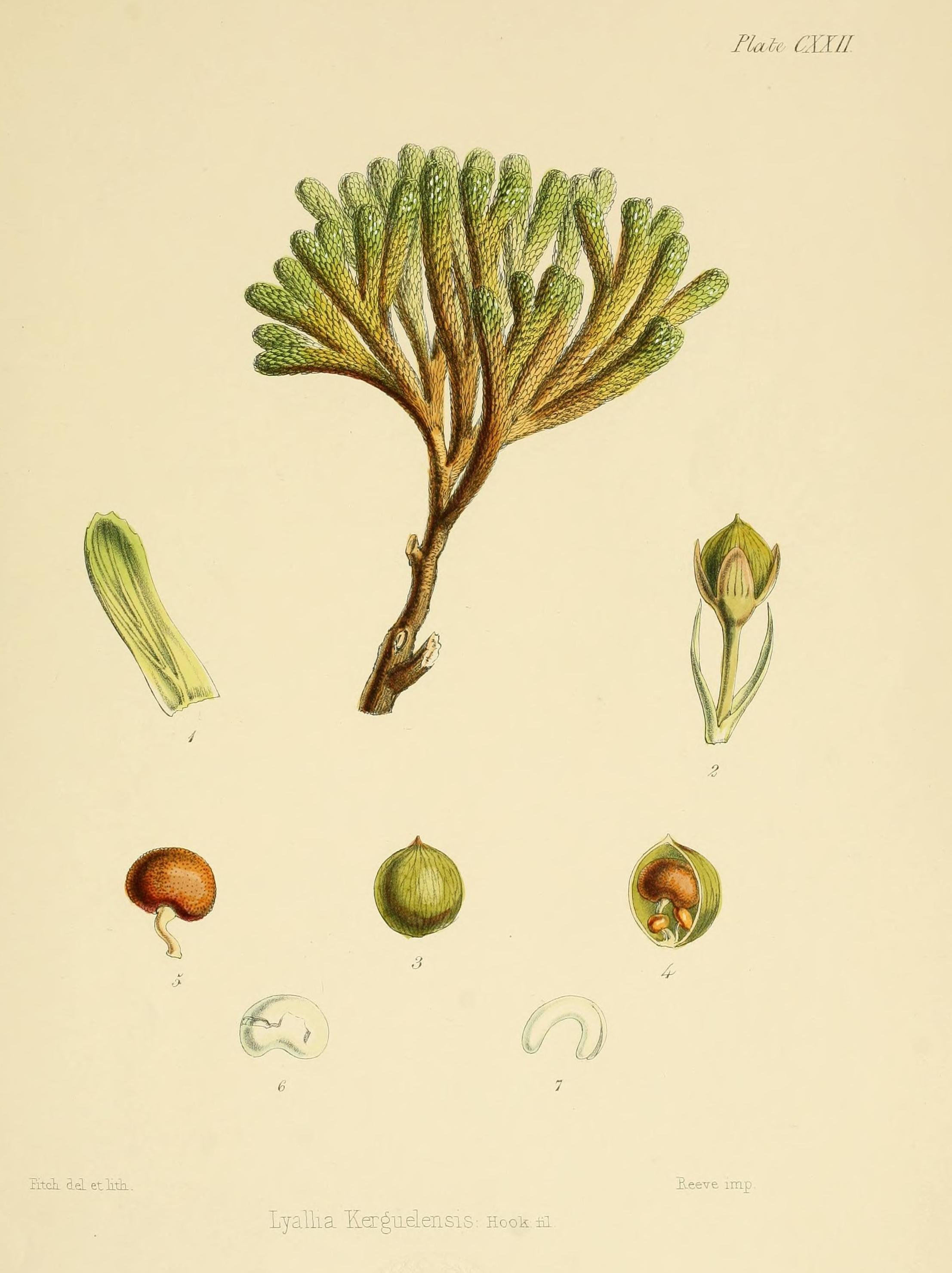
Ilustración

## Descripción
Lyallia kerguelensis es una hierba perenne que forma cojines redondos, generalmente de 200-400 mm de ancho, pero de vez en cuando hasta de 1 m de diámetro. Su pariente más cercano es la planta en cojines similares Hectorella caespitosa que se encuentra en las zonas alpinas de la Isla Sur de Nueva Zelanda.

## Distribución y hábitat
La especie es endémica de las subantárticas islas Kerguelen, parte de las Tierras Australes y Antárticas Francesas en el sur del Océano Índico. Crece en pequeñas poblaciones en las morrenas y páramos alpinos, desde la orilla del mar hasta unos 300 m sobre el nivel del mar, y puede vivir durante al menos 16 años.

## Taxonomía
Lyallia kerguelensis fue descrita por Joseph Dalton Hooker y publicado en Flora Antarctica 548. 1847.
Etimología
El nombre del género honra al botánico y oficial naval británico David Lyall quien se desempeñó como asistente de cirujano en el HMS Terror en la expedición de exploración antártica dirigido por James Clark Ross de 1839 a 1843. Lyall era un amigo y colega del descriptor Joseph Dalton Hooker en la expedición cuando se recogió material de tipo. El epíteto específico se refiere a la localidad tipo .